# Prelude (小柳ゆきの曲)
「Prelude」(プレリュード)は、小柳ゆきの配信限定シングル。2019年9月4日発売。発売元はUniversal Music。

## 解説
シングルとしては2015年発売の「LOVE DRIVE 〜恋はサーキットのように〜」より約4年1ヶ月振りとなる。
自身としては初の配信限定シングルとなり、本作の作曲はデビューシングルとなる「あなたのキスを数えましょう 〜You were mine〜」を作曲した中崎英也が担当している。

## 収録曲
1. Prelude
作詞：松井五郎/作曲・編曲：中崎英也